# بلا زوولسکی
بلا زوولسکی (انگلیسی: Béla Zulawszky; ۲۳ اکتبر ۱۸۶۹ – ۲۴ اکتبر ۱۹۱۴) ورزشکار شمشیربازی اهل اتریش-مجارستان بود.
وی در مسابقات کشوری و بین‌المللی در مجموع برندهٔ ۱ مدال نقره شده‌است.